# Tipula olympia
Tipula olympia är en tvåvingeart som beskrevs av Doane 1912. Tipula olympia ingår i släktet Tipula och familjen storharkrankar. Inga underarter finns listade i Catalogue of Life.